# امرأة من زمن الحب (مسلسل)
امرأة من زمن الحب مسلسل مصري من إنتاج سنة 1998 وهو من بطولة : سميرة أحمد، يوسف شعبان، عبلة كامل، هشام سليم، شويكار، محمد رياض، جيهان فاضل، كريم عبد العزيز، ياسمين عبد العزيز، أحمد خليل. قصة وسيناريو وحوار أسامة أنور عكاشة، ومن إخراج إسماعيل عبد الحافظ، وموسيقى عمار الشريعي
ومن لبنان مي صايغ، باسم مغنية، سمير شمص.

## قصة المسلسل
يضطر الأب للسفر للخارج بسبب العمل، ويولي مسؤولية أبنائه إلى شقيقته القادمة من الصعيد، لتنصدم بأخلاق ومقابلة أبناء أخيها لها، وتتعرض للعديد من المواقف المعاكسة لها والمضطربة والانتقالية في حياة أبناء أخيها لكنها تحل الأمور بحكمة وعقلانية.

## تمثيل
| الممثل/الممثلة    | الدور                              |
| ----------------- | ---------------------------------- |
| سميرة أحمد        | وفية القُرشي.                       |
| عبلة كامل         | لبيبة٬ شقيقة زوج وفية.             |
| أحمد خليل         | وجدي، شقيق وفية.                   |
| محمد رياض         | أدهم.                              |
| جيهان فاضل        | إيمان.                             |
| كريم عبد العزيز   | هاني.                              |
| ياسمين عبد العزيز | هايدي.                             |
| إنعام سالوسة      | إنعام، مديرة منزل وجدي.            |
| رشوان توفيق       | خضر.                               |
| يوسف شعبان        | إلهامي، خال أولاد وجدي.            |
| شويكار            | شهيرة، خالة أولاد وجدي.            |
| هشام سليم         | أشرف، الابن الوحيد لوفية.          |
| إنتصار            | رسمية، خادمة بمنزل وفية في المنيا. |
| صبري فواز         | فتوح، زوج رسمية.                   |
| إبراهيم يسري      | مُسعد عبد المولى.                   |
| نهال عنبر         | أميرة، زوجة وجدي القرشي.           |
| سيد عبد الكريم    | والد مُسعد.                         |
| ثريا إبراهيم      | والدة مُسعد.                        |
| فاتن أنور         | رئيفة.                             |
| هبة توفيق         | الدكتورة سهام.                     |
| محمد الشقنقيري    | الدكتور ثروت.                      |